# Vomécourt-sur-Madon
Vomécourt-sur-Madon is een gemeente in het Franse departement Vosges (regio Grand Est) en telt 70 inwoners (2009). De plaats maakt deel uit van het arrondissement Épinal.

## Geografie
De oppervlakte van Vomécourt-sur-Madon bedraagt 3,5 km², de bevolkingsdichtheid is dus 20 inwoners per km².
De onderstaande kaart toont de ligging van Vomécourt-sur-Madon met de belangrijkste infrastructuur en aangrenzende gemeenten.

## Demografie
Onderstaande figuur toont het verloop van het inwonertal (bron: INSEE-tellingen).
Avillers · Avrainville · Battexey · Bettoncourt · Bouxurulles · Brantigny · Chamagne · Charmes · Essegney · Évaux-et-Ménil · Florémont · Gircourt-lès-Viéville · Hergugney · Langley · Marainville-sur-Madon · Pont-sur-Madon · Portieux · Rapey · Rugney · Savigny · Socourt · Ubexy · Varmonzey · Vincey · Vomécourt-sur-Madon · Xaronval
1. ↑  Populations de référence 2022.